# Enric Palà Girvent
Enric Palà Girvent (Sabadell, 1891-1974), fill del pintor decorador Salvador Palà, va ser un pintor català especialitzat sobretot en paisatges.

## Biografia
Es va formar a l'Escola Industrial d'Arts i Oficis de Sabadell, on va rebre classes de Joan Vila Cinca. Va destacar com a pintor novell i, ja als anys vint del segle xx, va tenir una certa repercussió en els àmbits artístics de Sabadell, motiu pel qual Joan Matas el va incloure en la monografia sobre pintura de l'Almanac de les Arts i els Artistes, on es va reproduir una obra seva. Malgrat aquesta projecció inicial, es va dedicar a la pintura de manera amateur, ja que des de molt jove va treballar com a pintor decorador al costat del seu pare.
Cal fer notar la seva participació en la fundació de l'Agrupació Artística de Sabadell l'any 1909, junt amb els pintors Ricard Marcet, Joan Vila Puig i Ferran Crusafont, que sorgí de la reivindicació dels artistes de la ciutat per poder dibuixar nu femení amb model. Així, va participar en l'exposició col·lectiva que l'Agrupació Artística va fer a l'Acadèmia de Belles Arts de Sabadell l’any 1914. Igualment, es va encarregar de formar la col·lecció de Pasqual Flores, centrada en artistes sabadellencs, que havia de ser l'embrió d’un futur museu d’art a Sabadell.
Figura entre els artistes que l'any 1915 van participar en la contraexposició de caràcter acadèmic que l'Acadèmia de Belles Arts de Sabadell va organitzar a l’antic teatre de la Lliga Regionalista, com a resposta i confrontació amb les idees de l'exposició Art Nou Català que simultàniament es presentava a la ciutat. Dos anys més tard, va participar en l'Exposició de pintura local organitzada per la mateixa entitat i consta igualment entre els artistes de l'exposició col·lectiva anual de l'Acadèmia dels anys 1922 i 1923.
D'entre les exposicions individuals que va presentar destaquen la de la Sala Busquets de Barcelona (1944) i la de l'Acadèmia de Belles Arts de Sabadell (1954).
La seva formació sòlida el va portar a fer una pintura d'una gran correcció tècnica, per bé que d'una temàtica limitada, centrada sobretot en el paisatge i la natura morta.
Va llegar la seva col·lecció personal al Museu d'Art de Sabadell, que avui conserva una bona representació de tota la seva trajectòria artística.